# Episodi di Aqua Teen Hunger Force (settima stagione)
La settima stagione della serie televisiva Aqua Teen Hunger Force, composta da 12 episodi, è stata trasmessa negli Stati Uniti, da Adult Swim, dal 13 dicembre 2009 al 2 maggio 2010.
In Italia la stagione è inedita.
| nº | Titolo originale                   | Prima TV USA     |
| -- | ---------------------------------- | ---------------- |
| 1  | Rubberman                          | 14 febbraio 2010 |
| 2  | Eggball                            | 21 febbraio 2010 |
| 3  | Multiple Meat                      | 11 aprile 2010   |
| 4  | Monster                            | 28 febbraio 2010 |
| 5  | Rabbot Redux                       | 7 febbraio 2010  |
| 6  | A PE Christmas                     | 13 dicembre 2009 |
| 7  | Larry Miller Hair System           | 25 aprile 2010   |
| 8  | IAMAPOD                            | 28 marzo 2010    |
| 9  | Hands On a Hamburger               | 21 marzo 2010    |
| 10 | Juggalo                            | 4 aprile 2010    |
| 11 | Kangarilla and the Magic Tarantula | 18 aprile 2010   |
| 12 | One Hundred                        | 2 maggio 2010    |

## Rubberman
- Diretto da: Dave Willis e Matt Maiellaro
- Scritto da: Dave Willis, Matt Maiellaro e Casper Kelly

### Trama
Carl è intento a pulire con un rastrello i profilattici usati nel cortile della casa degli Aqua Teen, cosa che dà a Fritto l'idea di promuovere il sesso sicuro con dei preservativi riciclabili. Nel frattempo Polpetta decide di raggruppare i preservativi del giardino in modo da farli assomigliare a una papera che, grazie all'uso della lampada di Carl attaccata a un casco da football, prende vita. La creatura, che Polpetta chiamerà Lance Potter, va contro i desideri di Fritto in quanto è molto aggressiva e poiché rappresenterebbe una cattiva influenza per lui. Rubberman convince Polpetta a ferire e uccidere diverse persone in cambio di crack. Nonostante il tentativo inutile di drogarlo con una siringa, Polpetta lo uccide per sbaglio facendogli togliere il casco da giocatore di football, che tiene sulla testa, per lavarsi con dello shampoo. Polpetta rimette la lampada in testa a Lance per salutarlo, ma Fritto gli tende un'imboscata e lo brucia con un lanciafiamme. 
- Altri interpreti: Don Kennedy (Rubberman), George Lowe (poliziotto), Dana Swanson (segreteria telefonica).

## Eggball
- Diretto da: Dave Willis e Matt Maiellaro
- Scritto da: Dave Willis e Matt Maiellaro

### Trama
Frullo costruisce un flipper basandosi sulle sue "incredibili avventure". Secondo quest'ultimo, la pallina del flipper sarebbe l'uovo di un raro uccello incapace di volare. Dopo aver rotto accidentalmente il flipper mentre lo mostrava a Fritto, Frullo prova a chiamare un tuttofare per ripararlo, tuttavia Polpetta cucina l'uovo contenuto nella pallina a colazione. Polpetta suggerisce quindi di andare a trovare l'uccello descritto da Frullo e allevarlo in modo tale che possano ricavarne altre uova per il flipper. Il trio decide di paracadutarsi su Death Island per cercare di catturare un esemplare dell'uccello. Sull'isola, i tre scoprono delle cose inquietanti, tra cui una vecchia mappa e degli scheletri. Successivamente si imbattono in uno strano uccello, tuttavia Frullo decide di ucciderlo per mangiarlo. Quella notte, Frullo vuole tornare a casa e non sapendo come fare, Polpetta gli consiglia di prendere le due moto d'acqua poste nelle vicinanze. Tuttavia, Frullo lo interrompe continuamente e non lo fa parlare e poco dopo si addormenta. Dopo aver sentito dei rumori, Fritto e Polpetta tornano a casa con le moto d'acqua, lasciando Frullo sull'isola. La mattina dopo, Frullo si sveglia e scopre di essere stato incatenato dagli uccelli, che lo useranno per il loro flipper. Dopo che Frullo tenta di parlare con gli uccelli, il terreno inizia a tremare. Gli uccelli affermano che il loro "dio" Rudy è arrabbiato e cominciano a scappare. Più tardi si scopre che Rudy è in realtà un bambino gigante. Frullo lo fa infuriare e il bambino gigante distrugge l'isola e uccide Frullo con i suoi raggi laser. Si scoprirà che gli uccelli stavano cercando di usare l'isola come una destinazione turistica, ma che Rudy ha rovinato i loro affari.
- Guest star: Todd Barry (uccelli).
- Altri interpreti: George Lowe (se stesso).

## Multiple Meat
- Diretto da: Dave Willis e Matt Maiellaro
- Scritto da: Dave Willis e Matt Maiellaro

### Trama
Frullo e Polpetta vanno a giocare con una spada nel cortile di casa. Frullo taglia Polpetta a metà e le due parti rimaste si alzano in piedi, mostrando la stessa personalità dell'originale Polpetta. Fritta spiega quindi a Frullo che ogni volta che Polpetta viene tagliato a metà, questo si moltiplica come un verme. Le due metà di Polpetta tentano entrambe di entrare dentro casa, tuttavia, dopo aver realizzato che non possono passare contemporaneamente dalla porta, i due entrano in una lunga discussione che dura diversi mesi, su chi dovrebbe entrare per primo, fino a quando Fritto li inganna entrambi per farli smettere. Poco dopo, Frullo taglia Polpetta altre sette volte, creando così un totale di otto Polpetta. Successivamente, Frullo continua a tagliare Polpetta fino al punto di riempire l'intero soggiorno. Fritto decide quindi di andarsene di casa, dicendo agli altri Polpetta di cantare una canzone
Ventisette anni dopo aver lasciato Frullo e gli altri Polpetta da soli, Fritto ritorna per dare a Frullo una bomba in grado di disintegrare completamente tutte le forme di Polpetta. Tuttavia scopre che la casa è andata in rovina, Frullo si è forato gli occhi e le orecchie e i diversi Polpetta cantano ancora la stessa canzone in modo errato. Durante i ventisette anni in cui Fritto se n'è andato, quest'ultimo afferma di aver scritto un libro di successo che ha poi trasformato in un franchising di film, ha partecipato in diversi programmi televisivi, ha sposato Cheryl Tiegs e successivamente sua nipote, ha comprato una piccola isola e infine la squadra dei New York Giants. I Polpetta finiscono finalmente la canzone, tuttavia la ricominciano da capo, portando Frullo a suicidarsi con un'arma da fuoco. Fritto esce quindi di casa, salendo in una limousine bianca.
- Ascolti USA: telespettatori 1.021.000 – rating/share 18-34 anni[1].

## Monster
- Diretto da: Dave Willis e Matt Maiellaro
- Scritto da: Dave Willis e Matt Maiellaro

### Trama
Polpetta crede che ci sia un mostro nel suo armadio. Spaventato, si rifiuta di dormire nella sua stanza a ogni costo, andando persino a rubare la carta di credito di Fritto per stare in un albergo di alta classe e spendendo inutilmente i soldi. Non disposto a sopportare il problema, Fritto fa tutto il possibile per convincere Polpetta che non c'è nessun mostro nel suo armadio, mentre Frullo cerca di infilarsi nella situazione per approfittare di qualsiasi cosa voglia.

## Rabbot Redux
- Diretto da: Dave Willis e Matt Maiellaro
- Scritto da: Dave Willis e Matt Maiellaro

### Trama
Dopo gli eventi dell'episodio Last Last One Forever and Ever, gli Aqua Teen decidono di trasferirsi dall'altro lato della casa di Carl per incominciare una nuova vita, con grande sgomento di Carl. 
- Altri interpreti: Schoolly D (se stesso).

## A PE Christmas
- Diretto da: Dave Willis e Matt Maiellaro
- Scritto da: Dave Willis e Matt Maiellaro

### Trama
Il giorno prima di Natale, Frullo mette in imbarazzo gli Aqua Teen in chiesa a causa del suo comportamento rozzo. Tornati a casa, Fritto annuncia che l'anno è stato duro per tutti e che non riceveranno più regali come inizialmente previsto. Frullo dice che ha avuto una sorta di epifania e decide di fare le cose "in modo diverso". Avendo rubato l'identità di Flavor Flav e Chuck D, ha in programma di realizzare e pubblicare un album sotto il loro nome per le festività natalizie. Con Polpetta dalla sua parte e Fritto che rifiuta il piano, il duo prova a registrare le canzoni prima di Natale, il che naturalmente non funziona.
- Guest star: Michael Kohler (se stesso), Chuck D (se stesso).
- Note: Questo è il terzo episodio di Aqua Teen Hunger Force a tema natalizio.

## Larry Miller Hair System
- Diretto da: Dave Willis e Matt Maiellaro
- Scritto da: Dave Willis e Matt Maiellaro

### Trama
L'attore e comico Larry Miller si presenta alla porta di Carl per provare a vendergli un toupee, il "Larry Miller Hair System". Il toupee è realizzato in lamiera verniciata e ondulata, è l'unico esistente nel suo genere, è stato restituito almeno una volta e Dio gli ha detto di venderlo a Carl in modo tale che Larry possa alimentare la sua dipendenza da gioco "consumante". 
Come parte del suo piano, Larry usa una macchina di simulazione posta nella parte posteriore del suo furgone per mostrare a Carl come sarebbe la sua vita se avesse i capelli. La versione simulata di Carl è molto più snella, meno sciatta e ha una grande chioma, oltre ad una vita normale con moglie, due figli e un lavoro stabile. Carl nella vita reale è inizialmente confuso da tutto ciò e diventa rapidamente disgustato dall'atteggiamento sano, educato e non conflittuale del suo se stesso simulato, che definisce come un "esaurito".
Poco dopo, Larry, rendendosi conto di essere vicino alle spiagge della Contea di Atlantic, scappa freneticamente per giocare d'azzardo, lasciando Carl solo con la macchina di simulazione. Carl inizia così a manipolare la vita dell'"altro Carl", che può costantemente sentire la vera voce di Carl ma non può vederlo. Quindi dice a Carl della simulazione di "crescere", che sostanzialmente consiste rimanere svegli tutta la notte bevendo birra, ordinare una pompa per il pene, insultare sessualmente sua moglie e altro.
Dentro la simulazione, Carl viene licenziato, sua moglie lo lascia e prende i suoi figli. Tuttavia, ha ancora una dignità e i suoi capelli e il vero Carl si assicura che si sbarazzi anche lui d quest'ultimi. Ora senza lavoro, senza moglie e senza capelli, la versione simulata di Carl si suicida. Successivamente, il vero Carl accetta il toupee.
- Guest star: Larry Miller (se stesso), Gillian Jacobs (moglie di Carl).

## IAMAPOD
- Diretto da: Dave Willis e Matt Maiellaro
- Scritto da: Dave Willis e Matt Maiellaro

### Trama
Frullo riesce ad ottenere il beta-test del nuovo iPod, tuttavia si rivelerà essere un pod che desidera consumarlo in modo che possa diventare come lui. Dopo una notte di bevute e di critiche nei confronti della band Chickenfoot, il pod prova a consumare Polpetta senza successo. Quindi Fritto porta il gruppo ad un concerto dei Chickenfoot, dove il pod consuma il bassista Michael Anthony e cerca di replicare la cosa per distruggere il mondo.
- Guest star: Chickenfoot (Pod), Bill Hader (Pod).
- Ascolti USA: telespettatori 923.000 – rating/share 18-34 anni[2].

## Hands On a Hamburger
- Diretto da: Dave Willis e Matt Maiellaro
- Scritto da: Dave Willis e Matt Maiellaro

### Trama
Gli Aqua Teen gareggiano in una gara di hamburger sospettosamente familiare, inconsapevoli di essere pedinati dal malvagio dott. Wongburger.
- Guest star: Tommy Blacha (Dott. Wongburger).
- Altri interpreti: Max Willis (bambino), Sadie Willis (bambina), Dana Swanson (se stessa), Craig Hartin (se stesso), Brendon Small (se stesso), Phil Samson (supervisore del contest), Nick Gibbons (se stesso), Dagny Phillips-Stumberger (se stesso).

## Juggalo
- Diretto da: Dave Willis e Matt Maiellaro
- Scritto da: Dave Willis e Matt Maiellaro

### Trama
Con l'aiuto di Polpetta, Frullo uccide un ragazzo durante il processo di creazione di un diversivo in modo tale che possa strisciare nudo in città. Si presenta come un angelo vendicativo che fa cambiare idea a Frullo, mandandolo temporaneamente all'inferno come minaccia a meno che non obbedisca a compiere buone azioni. Infastidito, Frullo si rivolge ad un fan degli Insane Clown Posse, che crede detenga i poteri dell'oscurità per liberarlo dal suo angelo.
- Guest star: Paul Rust (Neelzebub), Paul F. Tompkins (angelo vendicativo), Insane Clown Posse (loro stessi).
- Altri interpreti: Nick Ingkatanuwat (ragazzo goth), George Lowe (avvocato).

## Kangarilla and the Magic Tarantula
- Diretto da: Dave Willis e Matt Maiellaro
- Scritto da: Dave Willis e Matt Maiellaro

### Trama
Frullo e Fritto diventano dipendenti da un gioco per cellulari chiamato "Kangarilla and the Magic Tarantula". Polpetta tenta di attirare la loro attenzione, tuttavia i due rimangono incollati allo schermo. Il telefono si rompe e i due vanno a casa di Carl per poter giocare al videogioco sul suo telefono. A casa di Carl, un fantasma afferma che la "Giunzione del sorriso" è stata fatta saltare in aria da un attacco missilistico e desiderano che tutte le persone spengano i propri cellulari. Per qualche strano motivo, il fantasma vuole anche che il cantante Meat Loaf reciti a beneficio della loro causa. Carl chiama sua cugina Denise poiché in passato, durante un tour, aveva masturbato Meat Loaf nel backstage, tuttavia il fantasma realizza che Carl ha un cellulare e si fa esplodere. Quindi compaiono numerosi fantasmi del fantasma precedente che a loro volta esplodono.
- Guest star: Brooks Braselman (fantasma).

## One Hundred

Introduzione ironica di Aqua Unit Patrol Squad a tema Scooby-Doo

- Diretto da: Dave Willis e Matt Maiellaro
- Scritto da: Dave Willis e Matt Maiellaro

### Trama
Fritto diventa inspiegabilmente ossessionato dal numero 100. Dopo essere volato in California, Frullo incontra dei dirigenti televisivi e dal suo corpo esce una versione animata di Dana Snyder (doppiatore originale di Frullo) che chiede soldi per avere il syndication, sostenendo che è il centesimo episodio e che quindi se lo merita. Un dirigente televisivo risponde che Aqua Teen Hunger Force ha solo undici minuti di esecuzione per episodio e che quindi avrebbero all'incirca solo cinquanta mezze ore di materiale. Dana Snyder si precipita fuori dalla stanza sostenendo che tornerà dopo otto anni, quando avranno raggiunto altre cinquanta mezze ore di materiale.
Nel frattempo, nella casa degli Aqua Teen a New Jersey, appare un gigantesco mostro giallo a forma di numero 100 che trasporta Frullo, Fritto e Polpetta in una dimensione alternativa in stile Scooby-Doo della Hanna-Barbera. Il gruppo quindi indaga su una casa infestata dal dott. Weird, un mostro, Handbanana, dott. Wongburger, Cybernetic Ghost of Christmas Past from the Future, Billy Witchdoctor.com e Willie Nelson. Il gruppo si imbatte più tardi in un altro mostro, che si rivela essere One Hundred travestito. Frullo gli dice che non è riuscito a mettere Aqua Teen Hunger Force in syndication, dicendogli che ha persino provato a raddoppiare gli episodi per farli stare in una fascia oraria di mezz'ora.
- Guest star: Robert Smigel (One Hundred), Nick Weidenfeld (dirigente televisivo), Tom Savini (poliziotto), Amber Nash (Tabitha), MC Chris (pupazzo cantante).
- Altri interpreti: Dana Swanson (ufficiale di polizia), George Lowe (poliziotto).
- Ascolti USA: telespettatori 989.000 – rating/share 18-34 anni.[3]